# Моя молодая тётушка
«Моя молодая тётушка» или «Моя юная тётушка» (кит. 長輩, англ. My Young Auntie, букв. Старшее поколение) — гонконгский фильм режиссёра Лю Цзяляна, снятый на студии Shaw Brothers.

## Сюжет
Действие фильма происходит в 1920-е гг. в гоминьдановском Китае. Находящийся при смерти один из братьев Ю не желает, чтобы его младший брат Ю Вай, человек очень нехороший, унаследовал все его деньги или документы на землю. Для избежания проблем и защиты рода, он женится на приёмной дочери, Чхин Тайнам (Кара Хуэй), и ставит её «старейшиной». После его смерти Тайнам отправляется в Кантон вручить племяннику умершего (сыну его покойного старшего брата), Ю Чинчхюню, наследство. Со смертью Ю Тайнам возглавляет род, несмотря на то, что является самой младшей в семье. Теперь её называют тётушкой все старшие родственники.
Тайнам передаёт богатство пасынку и предупреждает его о Ю Вае, который посылает своего сына и людей, чтобы те выкрали реликвии и завещание. Молодая тётушка знакомится со своим новоприобретённым племянником, студентом университета Ю Тхоу (его также называют Чарли), который разговаривает одновременно и на английском и на китайском. В дальнейшем двое попадают в различные ситуации, связанные с людьми Ю Вая, но, в конечном счёте, попадают в ловушку и под арест. Унаследованное богатство крадут, когда Чинчхюнь вытаскивает родственников из тюрьмы, поэтому троица собирает остальных Ю, и они отправляются к Ю Ваю.

## В ролях
| Актёр       | Оригинальное имя персонажа | Кантонское чтение      | Чтение на путунхуа     |
| ----------- | -------------------------- | ---------------------- | ---------------------- |
| Лю Цзялян   | 余正全                     | Ю Чинчхюнь             | Юй Чжэнцюань           |
| Кара Хуэй   | 程帶男                     | Чхин Тайнам            | Чэн Дайнань            |
| Сяо Хоу     | 余滔                       | Ю Тхоу                 | Юй Тао                 |
| Джонни Ван  | 余威                       | Ю Вай                  | Юй Вэй                 |
| Уилсон Тхон | 打手                       | боец                   | боец                   |
| Квон Ён Мун | 打手                       | боец                   | боец                   |
| Уолтер Чхоу | 余正福                     | Ю Чинфук               | Юй Чжэнфу              |
| Гордон Лю   | 同學                       | студент                | студент                |
| Юнь Так     | 余德                       | Ю Так                  | Юй Дэ                  |
| Роберт Мак  | 同學                       | студент                | студент                |
| Кинг Ли     | 打手                       | боец                   | боец                   |
| Ван Ша      | 副探長                     | заместитель инспектора | заместитель инспектора |
| Лам Файвон  | 余正壽                     | Ю Чинсау               | Юй Чжэншоу             |
| Ай Тункуа   | 正探長                     | инспектор Чен          | инспектор Чжэн         |
| Сань Синь   | 余正祿                     | Ю Чинлук               | Юй Чжэнлу              |
| Вон Чхинхо  | 福叔                       | дядя Фук               | дядя Фу                |
| Хуан Бацзин | 余仁生                     | Ю Яньсан               | Юй Жэньшэн             |

## Награды
1-я Гонконгская кинопремия (1982) — награда в следующей категории:
- Лучшая женская роль — Кара Хуэй